# Alek D. Epstein
Pour les articles homonymes, voir Epstein.
Alek D. Epstein, né le 18 avril 1975 à Moscou, est un sociologue et politologue russo-israélien, spécialisé dans le conflit israélo-arabe. Il s’engage activement dans la vie publique et intellectuelle russe ainsi que dans le mouvement des droits de l’homme. Il préside aussi le jury du Prix alternatif pour l’activisme artistique russe.

## Histoire
Alek D. Epstein reçoit sa formation à l'université hébraïque de Jérusalem en 1995 et devient docteur en philosophie en 2001. Ilcomplète ses thèses sous la direction de Martin van Creveld et Baruch Kimmerling. Sa thèse de docteur en philosophie  est consacrée à la recherche du rôle de la communauté académique dans le discours sur la formation de la culture politique israélienne pendant la période de l’hégémonie du mouvement ouvrier. Il devient aussi coordinateur de la coopération académique au sein du programme Chais pour les Études juives et israéliennes russophones à l’université ouverte d'Israël.
Il a reçu la bourse de Théodore Herzl, ainsi que des subventions de recherche de la part du Centre Bernard Cherrick pour la recherche sur le sionisme et l’histoire d’Israël, le centre Minerva, la Fondation de Leslie et Vera Keller pour le développement de l’héritage hébraïque, l’Institut Lavon pour l’histoire du mouvement ouvrier d’Israël.
Du 8 au 11 septembre 2000, il organise et copréside la conférence internationale « Israël contemporain : politique, culture et société » qui a lieu à l’Institut des études israéliennes et moyen-orientales de Moscou et à l’université d’État de Moscou. Il préside les sessions sur l’histoire du sionisme et d’Israël aux 13e, 14e, 15e et 16e conférences internationales annuelles sur les études juives (Moscou, 2006-2009).
Au mois de novembre 2012 il participe à la création du prix alternatif pour l’activisme artistique russe et préside son jury le 4 décembre 2012.
À partir de 2012, Alek D. Epstein effectue ses recherches en France.

## Travaux

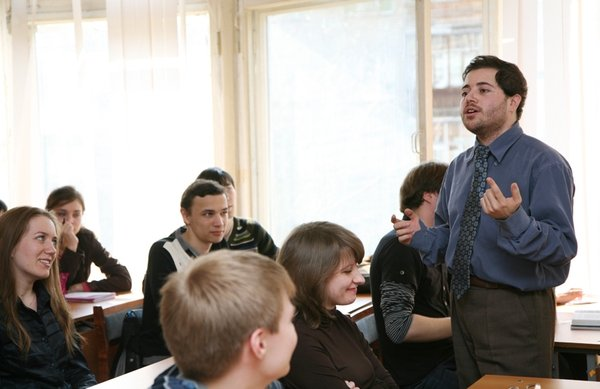

Alek Epstein se présente comme un humaniste, un cosmopolite et un social-démocrate en faveur des droits de l’homme, de l’égalité nationale, ethnique et l’égalité du genre, de la reconnaissance des mariages homosexuels y compris l’adoption des enfants par des partenaires du même genre, de la protection de environnement et du développement d’un mode de pensée écologiquement orienté, du diminution du nombre des incarcérés. Il s'oppose à la peine capitale, au militarisme, à la xénophobie et au concept de l’État national fort.
Alek Epstein a étudié la problématique de l’évolution des études dites israéliennes comme un champ de recherche dans des pays divers[pas clair], sur le problème des réfugiés de la Palestine et des tentatives ratées de le résoudre, sur les aspects différents de l’intégration professionnelle et sociale des enseignants et des scientifiques arrivant en Israël, sur les relations bilatérales entre Israël et la Russie, sur des initiatives de paix au Moyen-Orient et sur de nombreux thèmes reliées.
À la fin du mois de juillet 2012, à la veille de la première session du procès de Nadejda Tolokonnikova, Yekaterina Samoutsevitch et Maria Alyokhina, l’éditeur Victor Bondarenko et les éditions Kolonna publications ont mis à jour le livre intitulé L’Art sur les barricades : “Pussy Riot”, l’Exposition Bus et l’activisme artistique de protestation créé par Alek Epstein. À la fin du mois de septembre 2012 la fondation « La Russie pour tout le monde » et les éditions Kolonna publications ont publié l’album intitulé Le projet de Victor Bondarenko et d’Evgenia Matlceva ‘Le Combat spirituel’ et la lutte pour la nouvelle vie dans l'art des images chrétiennes sacrées créé par Alek D. Epstein.
Il rédige un livre et une série d’articles sur la vie et l’art du grand peintre russe-juif Oscar Rabine qui habite en France depuis la fin des années 1970. Ces articles sont parus dans les revues Racines, Diasporas et dans le mensuel Observateur juif. Il démêle l’histoire des relations entre Henri Matisse et les Stein ainsi que les collectionneurs russes Sergueï Chtchoukine et Ivan Morozov ; les relations entre Amedeo Modigliani, Chaime Soutine et d’autres artistes et Jonas Netter. Il analyse l’impact de l’impressionnisme, du postimpressionnisme et du fauvisme français sur les peintres israéliens Peter Glouzberg et Benjamin Kletzel et publié des albums monographiques qui leur sont consacrés : La Peinture du paysage de Peter Glouzberg. Il étudie également l’héritage de Pierre Leroux (1797–1871) et les origines de la pensée sociale-démocratique française.

## Publications

### Auteur
- Les Guerres et la diplomatie. Le conflit israélo-arabo dans le XXe siècle (Kiev et Moscou, 2003)
- Israël et le problème des réfugiées palestiniens: Histoire et politique (Moscou, 2005)
- Israël dans l’ère du post-sionisme : Académie, idéologie et politique (Moscou, 2006)
- Après l’échec de la « feuille de route » : Les tentatives d'atténuation du conflit israélien-palestinien (Moscou, 2006)
- La Guerre israélienne contre le HAMAS : Israël, Jordanie et PNA face à face avec le fondamentalisme islamique (Moscou, 2007)
- La Lutte diplomatique pour Jérusalem. Une histoire en coulisses (Moscou/Jérusalem, 2008)
- Israël et les territoires (non) contrôlés: entre l’annexion et l’évacuation (Moscou/Jérusalem, 2008)
- La Politique israélienne du meurtre ciblé : politique, loi et éthique (Moscou, 2009)
- Les Années noires : les juifs soviétiques entre Hitler et Staline, 1939-1953 (en collaboration avec Kiril Feferman, Raanana, Israël, 2010)
- La Montée et le déclin de la gauche israélienne (Moscou, 2011)
- La Russie et Israël : une route difficile (en collaboration avec Stanislav Kojéourov, Moscou/Jérusalem, 2011)
- La Revitalisation de l’État juif et du dilemme juif pas résolu (Kiev, 2011)
- Libérer les otages coûte que coûte : Les négociations de l’Israël avec les organisations guerrières palestiniennes et libanaises (en collaboration avec Evgeni Varshaver, Moscou, 2012)
- Amis proches ? Les États-Unis et l’Israël : L’histoire cachée (2 volumes, Moscou/Jérusalem, 2014)
- Coécrit avec Oleg Vasiliev, La Police des pensées : les autorités, les experts et la campagne anti-extrémiste en Russie contemporaine, éditions Gileya, juin 2011
- La Guerre totale : L’activisme artistique en l’âge de la tandémocratie', éditions Umlaut Network, mars 2012

Ses livres Les Épurations politiques et ethniques dans l’URSS, 1918-1953 (Raanana, Israël, 2007) et Les Israéliens russophones : “à la maison” et “à l’étranger” : l’identité et migration (en collaboration avec Zeev Khanin et Marina Niznik, Jérusalem-Ramat-Gan, 2011) ont été publiés en hébreu.

### Éditeur
- Migration massive et son impact sur la société israélienne (Moscou 2000)
- Israël contemporain : politique et société (Moscou/Jérusalem, 2002),
- L’Impérative sioniste. Une anthologie de la pensée contemporaine (Moscou/Jérusalem, 2003)
- Le conflit palestinien-israélien dans le miroir de l’opinion publique et de la diplomatie internationale (Moscou, 2004)
- Les Juifs post-soviétiques : identité et éducation (Jérusalem, 2008)
- L’État juif au début du XXIe siècle. Une anthologie de la pensée israélienne sociale et politique contemporaine (Moscou, Jérusalem, 2008) (en russe)
- Chaque septième Israélite : les juifs de l’ancienne Union Soviétique - les modèles d’intégration sociale et culturelle (Jérusalem, 2007)
- En construisant l’identité nationale : l’éducation juive en Russie vingt ans après la fin de la guerre froide (Jérusalem, 2008)
- Les Chercheurs immigrés en Israël : les résultats et les défis de l’intégration dans le contexte comparatif (Jérusalem, 2010) (en anglais)
- La Priorité nationale : immigration et intégration en Israël au début du XXIe siècle (Jérusalem, 2007) (en hébreu)

Alek Epstein édite également des versions russophones des cours Israël: la première décade de l’indépendance (la 1re partie : La Fondation de la démocratie israélienne, en 4 volumes, publiés en 2001, la 2e partie Société, Économie et Culture en 4 volumes, publiés en 2002-2003), De la maison nationale jusqu’à l’état en création : la communauté juive en Palestine entre les guerres mondiales en 2 volumes, publiés en 2006; La Démocratie et la sécurité nationale en Israël en 3 volumes publiés en 2007-2009 et La Quête de l’identité entre l’assimilation et l’immigration : les juifs russes dans le XXe siècle (en 2 volumes, publiés en 2007-2008).